# Liste der Biografien/Berk
Liste der Biografien |
Portal Biografien |
Personensuche
# |
A |
B |
C |
D |
E |
F |
G |
H |
I |
J |
K |
L |
M |
N |
O |
P |
Q |
R |
S |
T |
U |
V |
W |
X |
Y |
Z |
?
 
Ba |
Be |
Bd |
Bg |
Bh |
Bi |
Bj |
Bl |
Bm |
Bn |
Bo |
Br |
Bs |
Bu |
Bw |
By |
Bz
 
Bea–Beb |
Bec |
Bed |
Bee |
Bef |
Beg |
Beh |
Bei |
Bej |
Bek |
Bel |
Bem |
Ben |
Beo |
Bep |
Beq |
Ber |
Bes |
Bet |
Beu |
Bev |
Bew |
Bex |
Bey |
Bez
 
Bera |
Berb |
Berc |
Berd |
Bere |
Berf |
Berg |
Berh |
Beri |
Berj |
Berk |
Berl |
Berm |
Bern |
Bero |
Berq |
Berr |
Bers |
Bert |
Beru |
Berv |
Berw |
Berx |
Bery |
Berz
Die Liste der Biografien führt alle Personen auf, die in der deutschsprachigen Wikipedia einen Artikel haben. Dieses ist eine Teilliste mit 216 Einträgen von Personen, deren Namen mit den Buchstaben „Berk“ beginnt.

## Berk
- Berk, Ata (1923–1988), deutscher Jazzmusiker
- Berk, Bobby (* 1981), amerikanischer Innenarchitekt und Reality-TV-Persönlichkeit
- Berk, Brent (* 1949), US-amerikanischer Schwimmer
- Berk, Cem (* 1990), deutscher Politiker (SPD), MdHB
- Berk, Christiaan Alphonsus van den (1919–1979), niederländischer Slawist
- Berk, Dick (1939–2014), US-amerikanischer Jazzmusiker
- Berk, Ernst-Otto (* 1952), deutscher Militär, Brigadegeneral des Heeres der Bundeswehr
- Berk, Gerlinde (1940–2023), deutsche Politikerin (SPD), MdBB
- Berk, İlhan (1918–2008), türkischer Dichter und Essayist
- Berk, Karl van (1910–1998), deutscher Politiker (SPD), MdL und Gewerkschafter
- Berk, Lawrence (1908–1995), US-amerikanischer Musikpädagoge
- Berk, Lotte (1913–2003), deutsch-britische Tänzerin und Trainingstheoretikerin
- Berk, Lucia de (* 1961), niederländische Kinderkrankenschwester und Opfer eines JustizirrtumsLucia de Berk (* 1961)

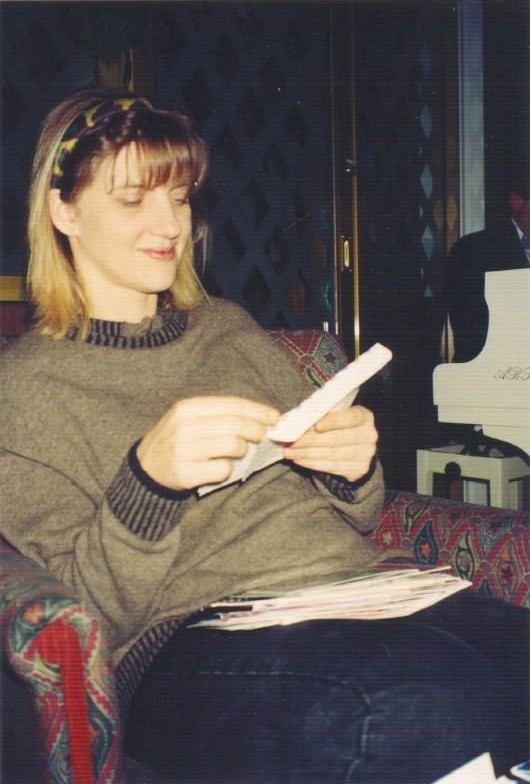
Lucia de Berk (* 1961)

- Berk, Max (1907–1993), deutscher Unternehmer und Fußballspieler
- Berk, Wilfried (* 1940), deutsch-brasilianischer Klarinettist
- Berk-Yaruq (1081–1104), Sultan der Seldschuken

### Berka
- Berka von Duba und Leipa, Zbynko (1551–1606), Erzbischof von Prag
- Berka von Dubá, Heinrich († 1333), Bischof von Olmütz
- Berka, Amplonius Rating de († 1435), deutscher Gelehrter, Arzt und Büchersammler
- Berka, Hanuš (1941–1978), tschechoslowakischer Jazzmusiker
- Berka, Karel (1923–2004), tschechischer Philosoph
- Berka, Klaus (* 1949), deutscher Unternehmer
- Berka, Milan (* 1978), tschechischer Handballspieler
- Berka, Nicole (* 1980), deutsche Politikerin (SPD), Bürgermeisterin von Neunkirchen-Seelscheid
- Berka, Ondřej (* 1987), tschechischer Fußballschiedsrichter
- Berka, Sigrid (* 1969), österreichische Diplomatin
- Berka, Walter (1948–2021), österreichischer Jurist und Universitätsprofessor
- Berkani, Mohammed El (* 1982), niederländischer Fußballspieler
- Berkani, Stan (* 2003), algerischer Fußballspieler
- Berkaoui, Karim El (* 1995), marokkanischer Fußballspieler
- Berkay (* 1981), türkischer Popmusiker

### Berke
- Berke Khan († 1267), Khan der Goldenen Horde
- Berke Qan (1258–1280), Sultan der Mamluken in Ägypten (1277–1279)
- Berke, Balázs (* 1984), ungarischer Fußballschiedsrichter
- Berke, Barna (1966–2021), ungarischer Jurist
- Berke, Deborah (* 1954), US-amerikanische Architektin und Wissenschaftlerin
- Berke, Dietrich (1938–2010), deutscher Musikwissenschaftler und Cheflektor
- Berke, Hubert (1908–1979), deutscher Maler und Grafiker
- Berke, Julia (* 1975), deutsche Theater- und Filmschauspielerin
- Berke, Jürgen (* 1958), deutscher Journalist
- Berke, Stephan (* 1957), deutscher Archäologe
- Berke, William (1903–1958), US-amerikanischer Regisseur, Produzent und Drehbuchautor
- Berke, Wolfgang (* 1954), deutscher Journalist und Buchautor
- Berke-Müller, Paul (1928–1984), deutscher Polizist, Direktor des Landeskriminalamtes Niedersachsen
- Berkeczy, Laszlo (1925–2009), rumänisch-deutscher Bildhauer
- Berkefeld, Wilhelm (1836–1897), deutscher Ingenieur
- Berkefeld, Wolfgang (1910–1972), deutscher Wissenschaftspublizist
- Berkel, Ben van (* 1957), niederländischer Architekt
- Berkel, Christian (* 1957), deutscher Schauspieler, Hörspiel- sowie Hörbuchsprecher und Roman-SchriftstellerChristian Berkel (* 1957)

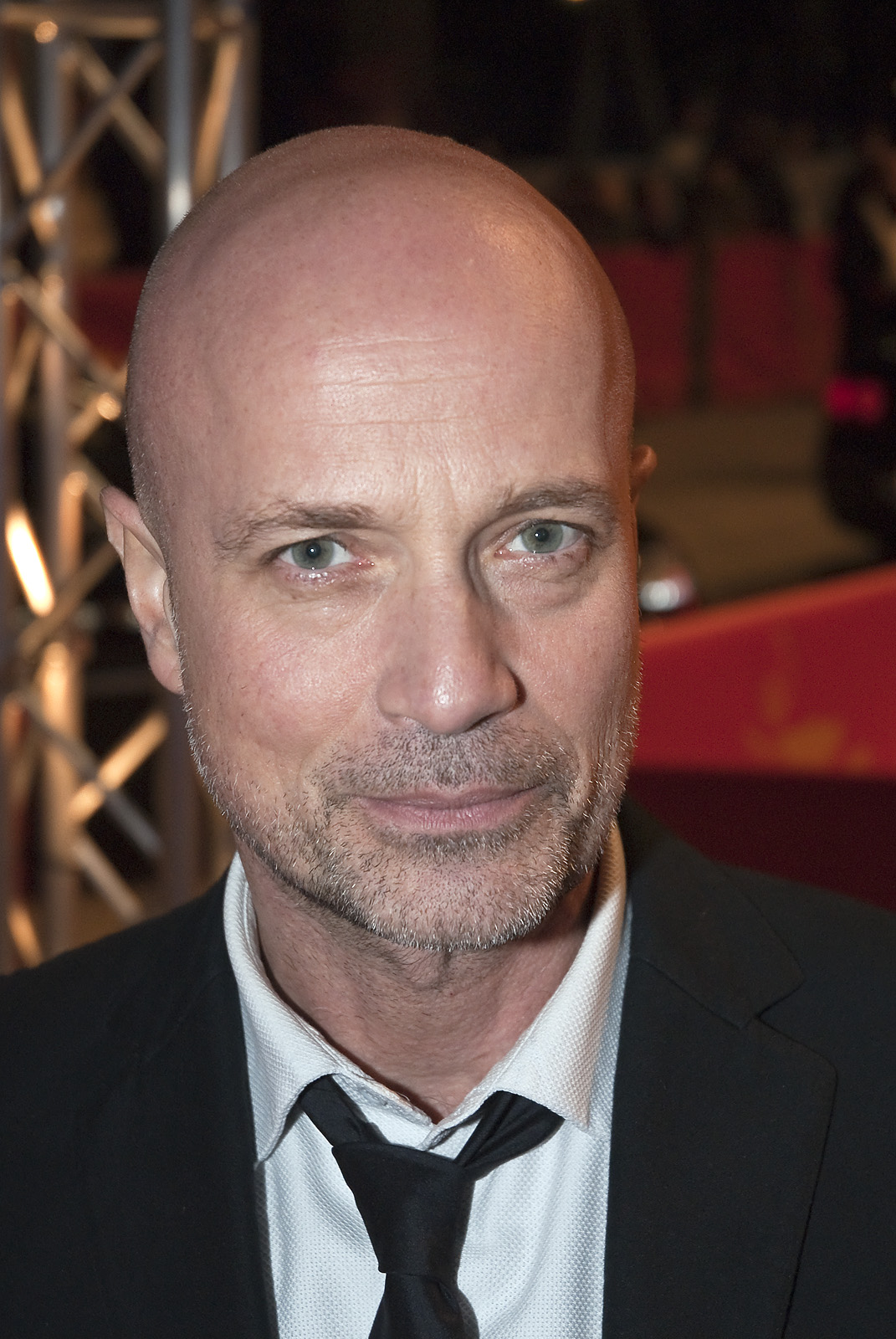
Christian Berkel (* 1957)

- Berkel, Jan van (* 1986), Schweizer Triathlet
- Berkel, Martina van (* 1989), Schweizer Schwimmerin
- Berkel, Sarah van (* 1984), Schweizer Eiskunstläuferin
- Berkel, Tim Van (* 1984), australischer Triathlet
- Berkel-Verstegen, Christel van (* 1973), niederländische Bogenschützin
- Berkeley, Anthony (1893–1971), britischer Journalist und Krimiautor
- Berkeley, Ballard (1904–1988), britischer Film- und Theaterschauspieler
- Berkeley, Busby (1895–1976), US-amerikanischer Filmregisseur und Choreograph
- Berkeley, Edmund (1909–1988), US-amerikanischer Informatiker
- Berkeley, Elizabeth († 1422), englische Magnatin
- Berkeley, George (1685–1753), irischer Theologe, Empirist und Philosoph der Aufklärung
- Berkeley, George, 1. Earl of Berkeley († 1698), englischer Peer, Politiker und Kaufmann
- Berkeley, Grantley (1800–1881), britischer Politiker, Mitglied des House of Commons
- Berkeley, James († 1327), englischer Geistlicher, Bischof von Exeter
- Berkeley, James, 1. Baron Berkeley († 1463), englischer Adliger
- Berkeley, John, 1. Baron Berkeley of Stratton (1602–1678), englischer royalistischer Militärführer im Englischen Bürgerkrieg
- Berkeley, John, 5. Baron Berkeley of Stratton (1697–1773), britischer Peer und Politiker
- Berkeley, Lennox (1903–1989), englischer Komponist
- Berkeley, Matthew (* 1987), englischer Fußballspieler mit Staatsangehörigkeit von St. Kitts und Nevis
- Berkeley, Maurice de, 2. Baron Berkeley (1271–1326), englischer Adliger und Rebell
- Berkeley, Maurice, 1. Baron FitzHardinge (1788–1867), britischer Admiral, Mitglied des House of Commons, Peer, Oberhausmitglied und Erster Seelord
- Berkeley, Michael, Baron Berkeley of Knighton (* 1948), britischer Komponist
- Berkeley, Miles Joseph (1803–1889), englischer Geistlicher und Botaniker
- Berkeley, Norborne, 4. Baron Botetourt (1717–1770), britischer Politiker und Kolonialgouverneur
- Berkeley, Thomas de, 1. Baron Berkeley (1245–1321), englischer Adliger
- Berkeley, Thomas de, 3. Baron Berkeley († 1361), englischer Adliger
- Berkeley, Tom, irischer Filmschauspieler, Filmregisseur, Drehbuchautor und Filmschaffender
- Berkeley, William († 1501), englischer Ritter
- Berkeley, William, 1. Marquess of Berkeley (1426–1492), englischer Adliger und Politiker
- Berkeley, William, 4. Baron Berkeley of Stratton († 1741), britischer Peer und Politiker
- Berkeley, Xander (* 1955), US-amerikanischer SchauspielerXander Berkeley (* 1955)

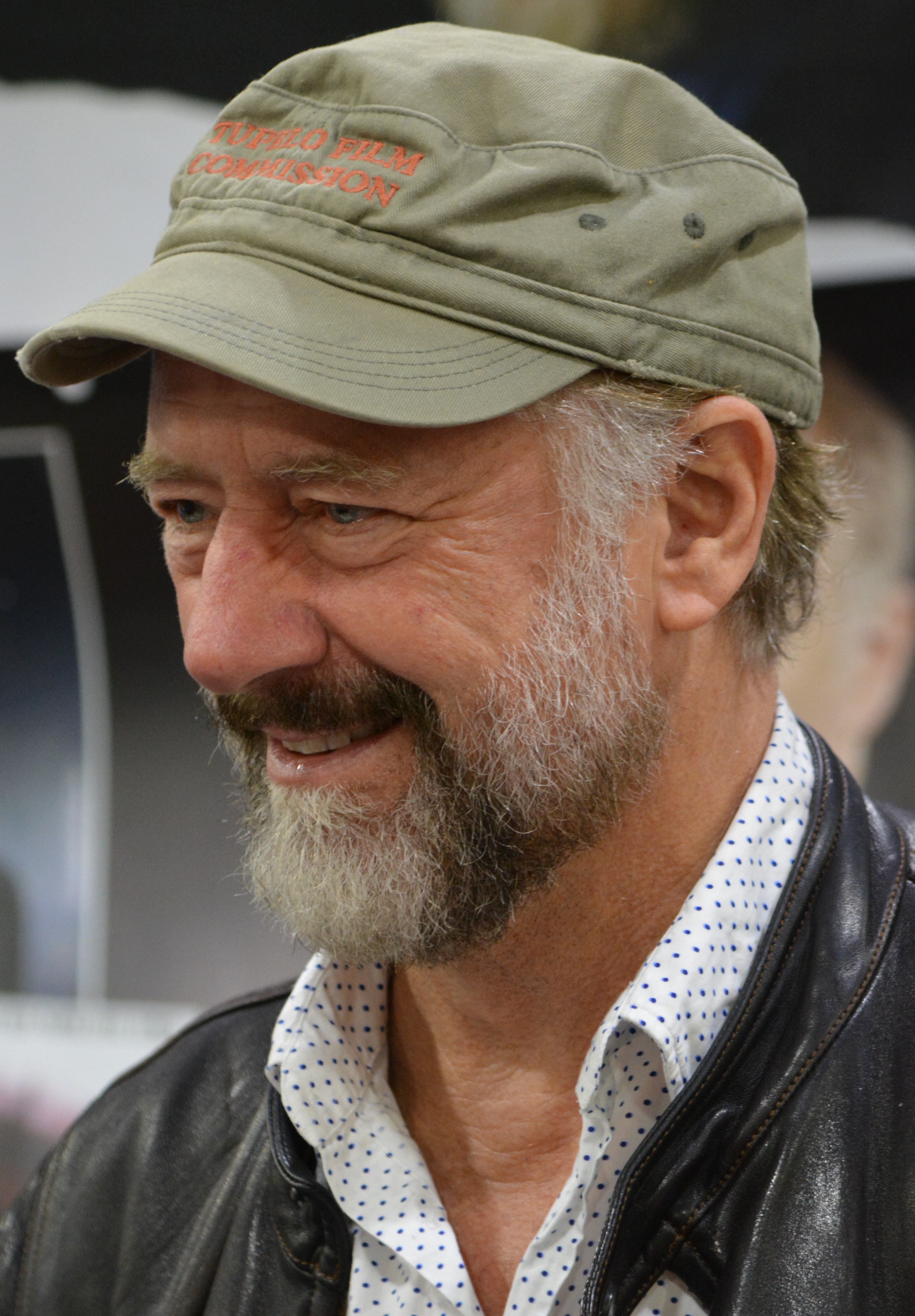
Xander Berkeley (* 1955)

- Berkelman, Karl (1933–2009), US-amerikanischer Physiker
- Berkelmann, Johann Justus (1678–1743), deutscher lutherischer Theologe und Generalsuperintendent der Generaldiözesen Alfeld und Grubenhagen
- Berkelmann, Theo (1894–1943), deutscher Politiker (NSDAP), MdR und SS-Obergruppenführer
- Berkemann, Jörg (* 1937), deutscher Jurist
- Berkemann, Karin (* 1972), deutsche Kunsthistorikerin, evangelische Theologin und Sachbuchautorin
- Berkemeier, Anne (* 1965), deutsche Germanistin
- Berkemeier, Ludolph (1864–1931), niederländischer Künstler
- Berkemeier, Winfried (* 1953), deutscher Fußballspieler
- Berkemer, Uwe (* 1962), deutscher Pianist, Komponist, Dirigent und Verleger
- Berkemeyer, Karl (1868–1951), deutscher Politiker
- Berkemeyer, Nils (* 1975), deutscher Pädagoge und Hochschullehrer
- Berken, Denis (* 1983), deutscher Volleyball- und Beachvolleyballspieler
- Berken, Johann Heinrich Wilhelm von den (1747–1823), deutscher Jurist
- Berkenbosch, Maint (* 1977), niederländischer Radrennfahrer
- Berkenbrock, Albertina (1919–1931), brasilianische Reinheitsmärtyrin und Selige
- Berkenbusch, Anna (* 1955), deutsche Designerin und Universitätsprofessorin
- Berkenhagen, Sven (* 1966), deutscher Fußballspieler
- Berkenheger, Susanne (* 1963), deutsche Künstlerin, Autorin und Satirikerin
- Berkenhout, John (1726–1791), englischer Mediziner und Naturforscher
- Berkenkamp, Alessa (* 1982), deutsche Politikerin (Bündnis 90/Die Grünen), MdA
- Berkenkamp, Hubert (1903–1940), deutscher NS-Funktionär und ehrenamtliches Mitglied des Volksgerichtshof
- Berkenkopf, Karin (* 1963), deutsche Komikerin
- Berkenkopf, Paul (1891–1962), deutscher Wirtschaftswissenschaftler
- Berkentin, Christian August von (1694–1758), dänischer Diplomat und Geheimer Staatsrat
- Berker, Hans Joachim (1924–1992), namibischer Richter und Chief Justice
- Berker, Peter (1952–2021), deutscher Pädagoge, Supervisor, Sozialwissenschaftler und Hochschullehrer
- Berker, Ratip (1909–1997), türkischer angewandter Mathematiker und Ingenieurwissenschaftler für Mechanik
- Berkers, Jerry (1947–1988), niederländischer Musiker
- Berkes, Balázs (* 1937), ungarischer Kontrabassist und Hochschullehrer
- Berkes, Eckart (1949–2014), deutscher Hürdenläufer
- Berkes, Ferenc (1893–1919), ungarischer Journalist und kommunistischer Politiker
- Berkes, Ferenc (* 1985), ungarischer Schachgroßmeister
- Berkes, József (1890–1963), ungarischer Turner
- Berkes, Ross N (1913–2000), US-amerikanischer Politikwissenschaftler und Hochschullehrer
- Berkes, Ulrich (1936–2022), deutscher Dichter und Schriftsteller
- Berkessy, Elemér (1905–1993), ungarischer Fußballspieler und Fußballtrainer
- Berkéwicz, Ulla (* 1948), deutsche Schriftstellerin und VerlegerinUlla Berkéwicz (* 1948)

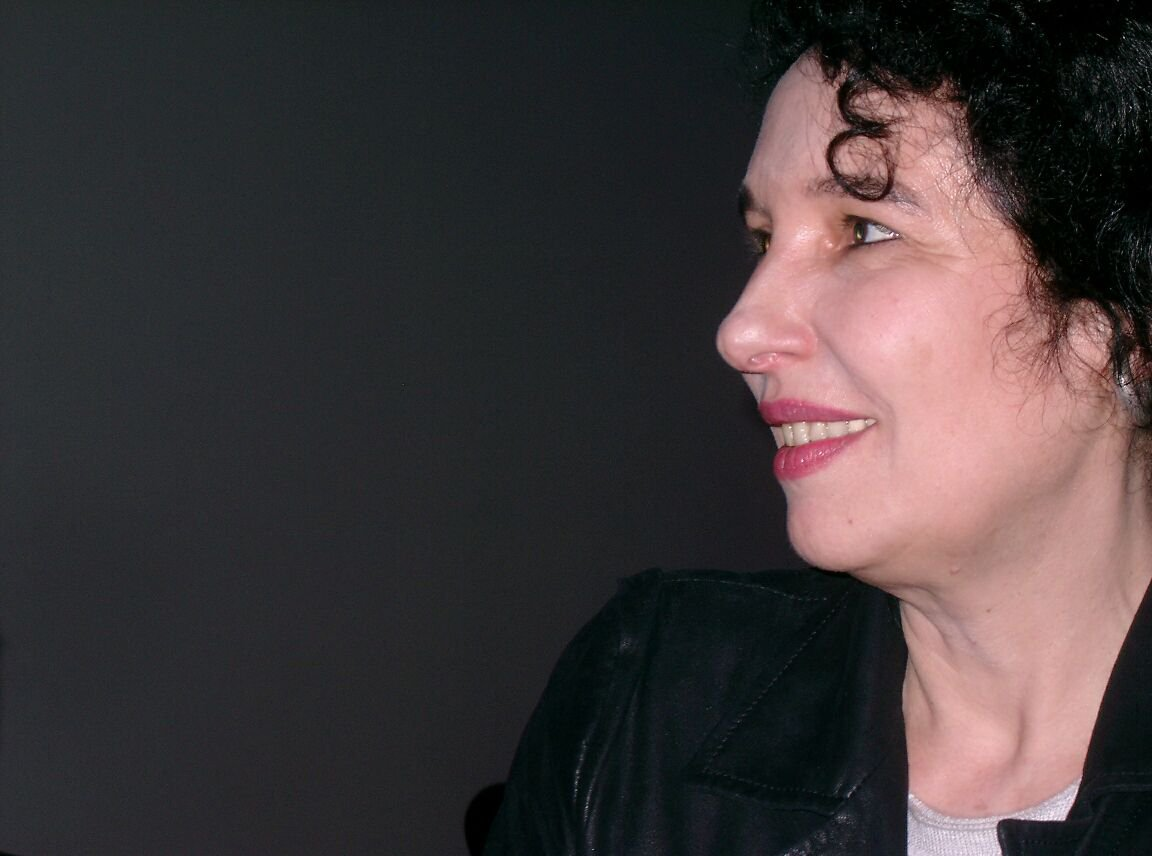
Ulla Berkéwicz (* 1948)

- Berkey, Charles Peter (1867–1955), US-amerikanischer Geologe
- Berkey, Craig (* 1962), kanadischer Toningenieur und Tonmeister
- Berkey, James L. (1930–1982), US-amerikanischer Szenenbildner und Artdirector
- Berkey, John (1932–2008), US-amerikanischer Maler
- Berkey, Matt (* 1982), US-amerikanischer Pokerspieler

### Berkh
- Berkhahn, Bernd (* 1971), deutscher Schwimmtrainer, Bundestrainer (Schwimmen)
- Berkhan, Georg Heinrich (1747–1795), deutscher Theologe
- Berkhan, Georg Heinrich (1794–1868), deutscher Jurist
- Berkhan, Gustav (1882–1914), deutscher Mathematiker
- Berkhan, Karl Wilhelm (1915–1994), deutscher Politiker (SPD), MdB, MdEPKarl Wilhelm Berkhan (1915–1994)

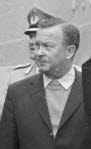
Karl Wilhelm Berkhan (1915–1994)

- Berkhan, Oswald (1834–1917), deutscher Mediziner
- Berkhissa, Hédi (1972–1997), tunesischer Fußballspieler
- Berkhoel, Adam (* 1981), US-amerikanischer Eishockeytorwart
- Berkhof, Hendrikus (1914–1995), niederländischer Theologe
- Berkhoff, Karel C. (* 1965), niederländischer Historiker
- Berkholz, Arend (1808–1888), deutschbaltischer Jurist und Verwaltungsleiter in Riga
- Berkholz, Christian August (1805–1889), deutsch-baltischer Geistlicher und Pädagoge
- Berkholz, Georg (1817–1886), deutschbaltischer Bibliothekar und Publizist
- Berkhout, Christine Marie (1893–1932), niederländische Mykologin und Phytopathologin
- Berkhout, Joris (* 1999), niederländischer Volleyballspieler
- Berkhout, Lobke (* 1980), niederländische Seglerin
- Berkhout, Nicolaus (1813–1892), niederländischer Genre- und Landschaftsmaler
- Berkhout, Thomas (* 1984), niederländischer Radrennfahrer
- Berkhouwer, Cornelis (1919–1992), niederländischer Politiker (VVD), MdEP, Präsident des Europäischen Parlaments
- Berkhuijsen, Elly M. (* 1937), niederländische Radioastronomin

### Berki
- Berki, Andrei (* 1952), rumänischer Bogenschütze
- Berki, Feríz (1917–2006), ungarischer russisch-orthodoxer Pfarrer und Erzpriester
- Berki, Krisztián (* 1985), ungarischer Turner
- Berki, Marcell (* 2004), ungarischer Fußballspieler
- Berkien, Herman (1942–2005), niederländischer Entertainer und Sänger
- Berking, Horst-Dieter (1940–1999), deutscher Fußballspieler
- Berking, Matthias (* 1971), US-amerikanischer Hochschullehrer, Professor für Klinische Psychologie und Psychotherapie
- Berking, Willy (1910–1979), deutscher Orchesterleiter, Posaunist und Komponist
- Berķis, Edgars (* 1996), lettischer Kugelstoßer

### Berkl
- Berkley, Elizabeth (* 1972), US-amerikanische SchauspielerinElizabeth Berkley (* 1972)

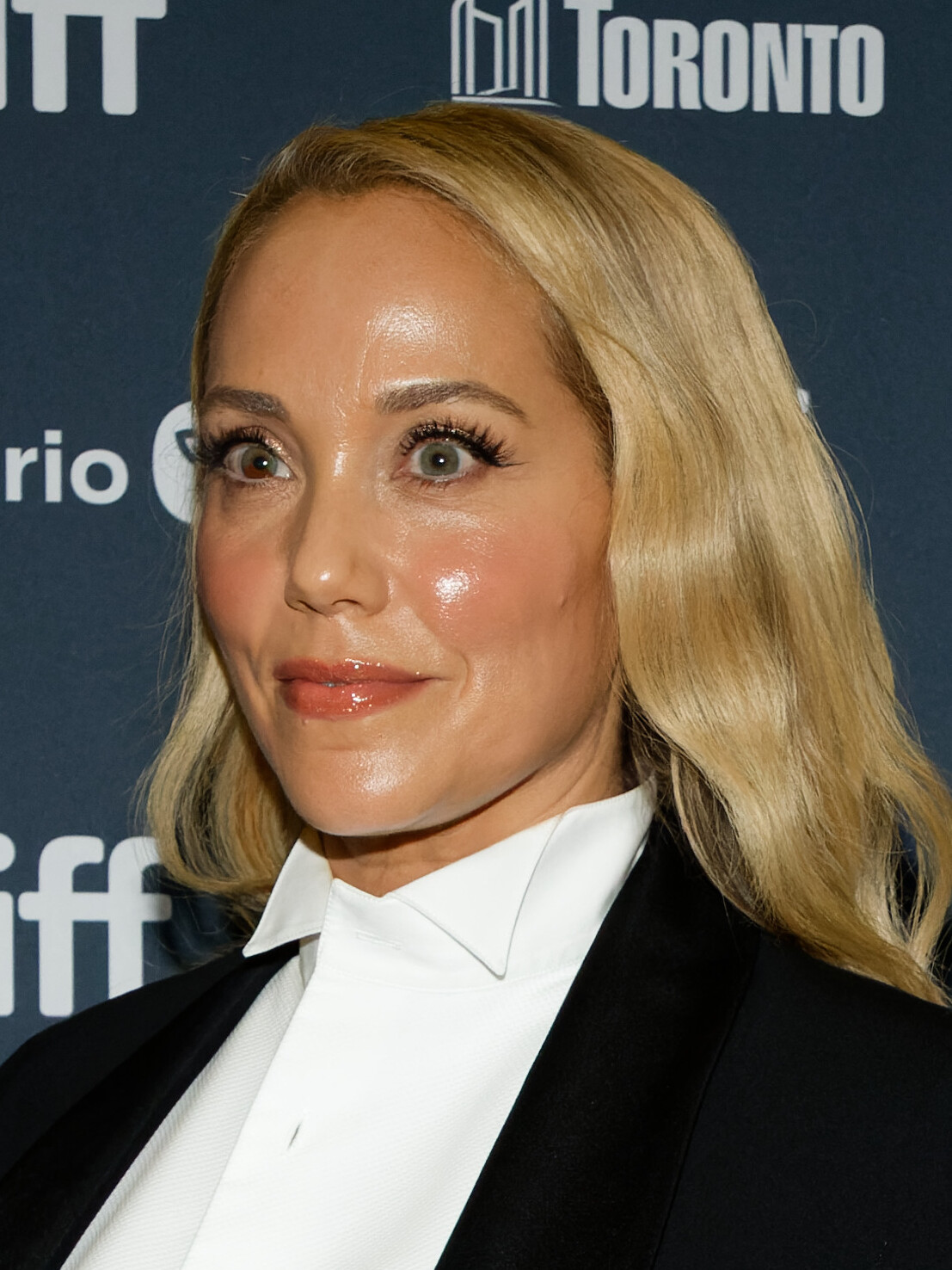
Elizabeth Berkley (* 1972)

- Berkley, Robert junior (* 1948), US-amerikanischer Rennrodler
- Berkley, Shelley (* 1951), US-amerikanische Politikerin
- Berkley, Theresa († 1836), englische Domina und Bordellbesitzerin

### Berkm
- Berkman, Alexander (1870–1936), litauischer Anarchist und SchriftstellerAlexander Berkman (1870–1936)

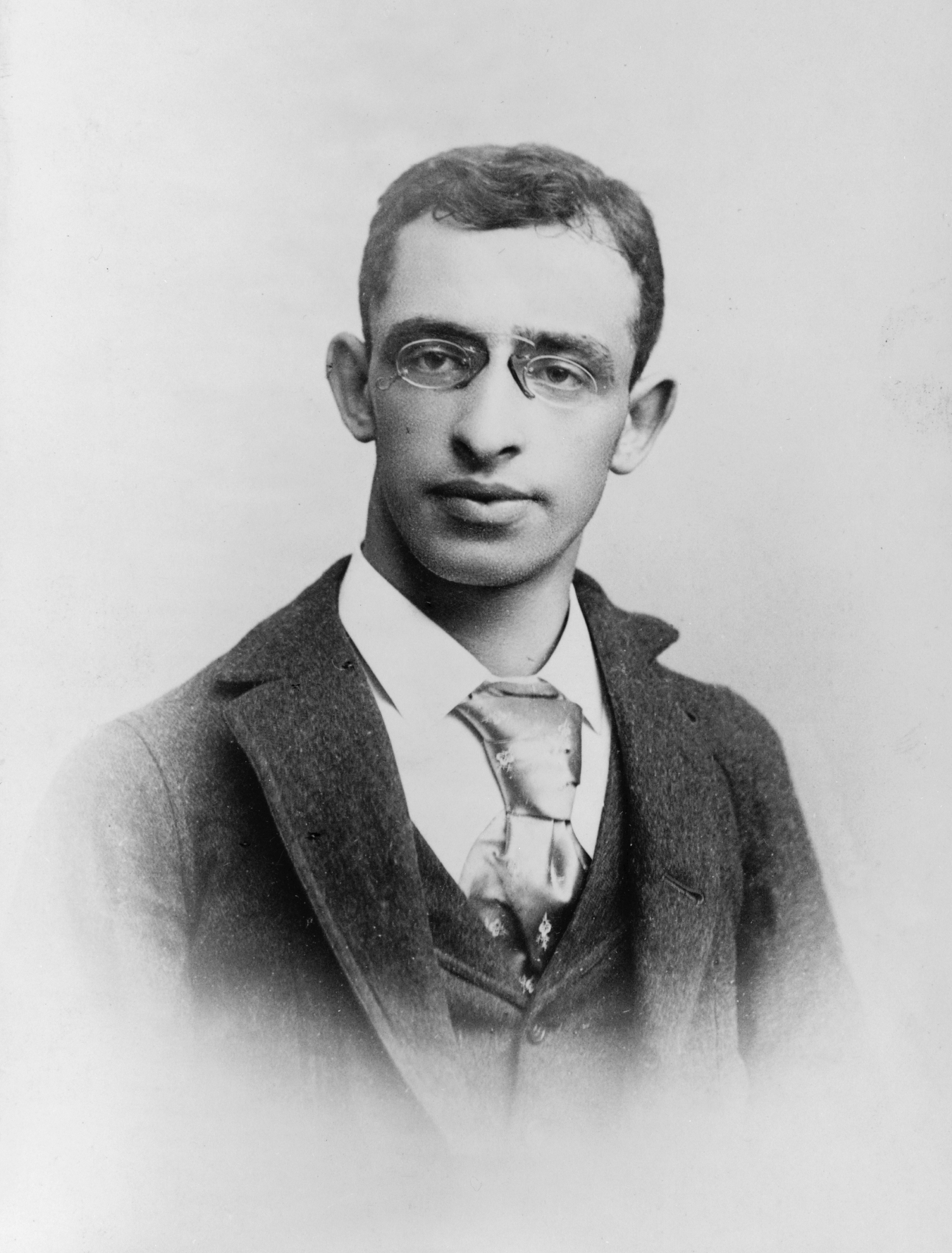
Alexander Berkman (1870–1936)

- Berkman, Brenda (* 1951), US-amerikanische Feuerwehrfrau
- Berkman, Candemir (* 1934), türkischer Fußballspieler
- Berkman, David (* 1958), US-amerikanischer Jazzpianist
- Berkman, Lance (* 1976), US-amerikanischer Baseballspieler
- Berkmann, Burkhard Josef (* 1976), österreichischer Theologe, Rechtswissenschaftler und Kirchenrechtler
- Berkmann, Dieter (* 1950), deutscher Radrennfahrer
- Berkmann, Else (1904–2001), deutsche Politikerin (SPD), MdL, MdHB
- Berkmann, Theodor (1802–1870), deutscher Pfarrer und Mitglied des Stuttgarter Rumpfparlaments
- Berkmann, Tom (* 1988), deutscher Jazzmusiker (Kontrabass, Komposition)

### Berkn
- Berkner, Friedrich (1874–1954), deutscher Pflanzenbauwissenschaftler und Pflanzenzüchter
- Berkner, Kurt (1898–1968), deutscher Autor
- Berkner, Kurt (1907–1938), deutscher Widerstandskämpfer
- Berkner, Lloyd Viel (1905–1967), US-amerikanischer Physiker

### Berko
- Berko Gleason, Jean (* 1931), US-amerikanische Psychologin
- Berko, Anat (* 1960), israelische Politikerin
- Berko, Erich (* 1994), deutscher Fußballspieler
- Berko, Ferenc (1916–2000), ungarisch-amerikanischer Fotograf und Fotojournalist
- Berkoff, David (* 1966), US-amerikanischer Schwimmer
- Berkoff, Katharine (* 2001), US-amerikanische Schwimmerin
- Berkoff, Steven (* 1937), britischer Autor, Dramatiker, Schauspieler und RegisseurSteven Berkoff (* 1937)

Steven Berkoff (* 1937)

- Berkos, Peter (1922–2024), US-amerikanischer Toningenieur
- Berkouwer, Gerrit Cornelis (1903–1996), niederländischer Theologe
- Berkovi, Justin (* 1974), britischer DJ und Musikproduzent
- Berkovic, Eyal (* 1972), israelischer Fußballspieler
- Berković, Nikola (1862–1943), kroatischer Bankier und Landtagsabgeordneter
- Berkovich, Miki (* 1954), israelischer Basketballnationalspieler
- Berkovich, Vladimir, russisch-israelischer Mathematiker
- Berkovits, Eliezer (1908–1992), US-amerikanischer und israelischer Rabbiner und Religionsphilosoph
- Berkowa, Larissa Michailowna (* 1955), sowjetische Handballspielerin
- Berkowitsch, Isaak (1902–1972), ukrainischer Komponist
- Berkowitz, Awrahm (* 1988), US-amerikanischer Jurist und Politikberater
- Berkowitz, David (* 1953), US-amerikanischer Serienmörder
- Berkowitz, Gerhard (* 1901), deutscher Pianist, Repetitor und Musikdozent, Opfer des Holocaust
- Berkowitz, Harald (1896–1952), deutscher Arzt in Hannover, England und Indien
- Berkowitz, Horst Egon (1898–1983), deutscher Rechtsanwalt und Holocaust-Überlebender
- Berkowitz, Leonard (1926–2016), US-amerikanischer Psychologe
- Berkowitz, Liane (1923–1943), deutsche WiderstandskämpferinLiane Berkowitz (1923–1943)

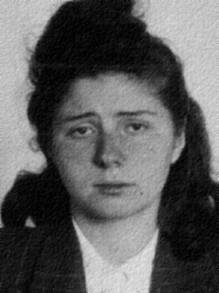
Liane Berkowitz (1923–1943)

- Berkowitz, Michael (* 1949), amerikanischer Schlagzeuger und Dirigent
- Berkowitz, Michael (* 1959), US-amerikanischer Historiker und Professor für moderne jüdische Geschichte am University College London
- Berkowitz, Paul (* 1948), kanadischer Pianist und Musikpädagoge
- Berkowitz, Richard L., US-amerikanischer Gynäkologe
- Berkowski, Ilja Witaljewitsch (* 2000), russischer Fußballspieler

### Berkr
- Berkrerk Chartvanchai (1944–2022), thailändischer Boxer im Fliegengewicht

### Berks
- Berks, Franz von (1792–1873), deutscher Statistiker, Professor und Ministerverweser
- Berks, Hugo (1841–1906), österreichischer Politiker
- Berks, Marie von (1859–1910), österreichische Schriftstellerin
- Berksan (* 1979), türkischer Popmusiker
- Berkshire, Frau im Steinbruch von, archäologische Fund
- Berkson, Judith (* 1977), US-amerikanische Musikerin und Komponistin
- Berksoy, Semiha (1910–2004), türkische Opernsängerin, Malerin und Schauspielerin

### Berkt
- Berktay, Halil (* 1947), türkischer Historiker und Kolumnist
- Berktold, Ruth (* 1967), deutsche Architektin

### Berku
- Berkun, Arthur (1888–1954), deutscher Schriftsteller
- Berkus, Nate (* 1971), US-amerikanischer Fernsehmoderator
- Berkut, Ihor (* 1964), ukrainischer Politiker
- Berkut, Leonid (1879–1940), ukrainischer und sowjetischer Historiker und Hochschullehrer
- Berkut, Oleksandr (* 1991), ukrainischer Fußballschiedsrichter
- Berkutow, Alexander Andrejewitsch (* 1986), russischer Eishockeyspieler
- Berkutow, Alexander Nikolajewitsch (1933–2012), sowjetischer Olympiasieger im Rudern

### Berky
- Berky, Kató (1889–1961), ungarische Schauspielerin